# Myxobolus aeglefini
Myxobolus aeglefini is een microscopische parasiet uit de familie Myxobolidae. Myxobolus aeglefini werd in 1906 beschreven door Auerbach. 